# 董铢
董铢（1152年—？），字叔重，学者称盘涧先生，饶州德兴（今属江西）人，南宋學者。
绍兴二十二年（1152年）出生，早年隨程洵學習，後受業於朱熹。與程端蒙合撰《程董二先生学则》一卷。嘉定年間中进士，授迪功郎，歷官婺州金华尉。淳熙四年（1177年）修《董氏宗谱》，朱熹為之撰《董铢督修宗谱序》。卒年不详。黄勉斋為其撰墓志。著有《性理注解》、《易注》。